# Disintegration
Disintegration — восьмий студійний альбом англійського рок-гурту The Cure, випущений 2 травня 1989 року лейблом Fiction Records. Гурт записав альбом на студії звукозапису Hookend Recording Studios у Чекендоні, Оксфордшир, зі співпродюсером Девідом М. Алленом з кінця 1988 до початку 1989 року.
Платівка знаменує повернення до інтроспективного готик-рокового стилю, який гурт започаткував на початку 1980-х років. Наближаючись до 30-річного віку, вокаліст і гітарист Роберт Сміт відчував зростаючий тиск, який вимагав від нього продовжити поп-успіх гурту більш довговічною роботою. Це, у поєднанні з відразою до новознайденої популярності гурту, призвело до того, що Сміт знову почав вживати галюциногенні наркотики, дія яких сильно вплинула на роботу над альбомом. Після завершення зведення з гурту було звільнено учасника-засновника Лоуренса Толгерста.
Disintegration став найпопулярнішим альбомом гурту, досягнувши третьої сходинки в UK Albums Chart і 12 місця в американському Billboard 200, а також випустивши кілька хітових синглів, зокрема «Lovesong», який посів друге місце в чарті Billboard Hot 100. На сьогоднішній день він залишається найбільш продаваним альбомом гурту, з більш ніж чотирма мільйонами проданих копій по всьому світу. Він був тепло прийнятий критиками, а згодом отримав широке визнання, в тому числі посівши 116 місце у списку «500 найкращих альбомів усіх часів» за версією журналу Rolling Stone. Стівен Томас Ерлвайн з AllMusic назвав його «кульмінацією всіх музичних напрямків, які The Cure розвивали протягом 80-х».

## Передумови
Подвійний альбом гурту 1987 року Kiss Me, Kiss Me, Kiss Me був комерційно успішним, після нього було заплановано аншлагове світове турне. Незважаючи на міжнародний успіх, яким тепер насолоджувався гурт, внутрішні тертя зростали через посилення алкоголізму Лола Толгерста. Клавішник Роджер О'Доннелл (який нещодавно гастролював з The Psychedelic Furs) незабаром був найнятий в якості другого клавішника на гастролі. У міру того, як споживання алкоголю Толгерстом зростало, інші учасники гурту дражнили Толгерста, що змусило Сміта пізніше прокоментувати його поведінку як «якусь дитину-інваліда, яку постійно штрикають палицею». Наприкінці туру Kissing Tour на підтримку альбому, Сміт відчув дискомфорт від побічних ефектів життя попзірки і переїхав до Мейда Вейл (у Західному Лондоні) разом з нареченою Мері Пул. Регулярно приймаючи ЛСД, щоб впоратися з депресією, Сміт знову відчув, що гурт не розуміють, і прагнув повернутися до темної сторони в наступному альбомі.

## Запис і продакшн
Страждання Сміта перед записом Disintegration поступилися місцем усвідомленню на його 29-й день народження, що через рік йому виповниться 30. Це усвідомлення налякало його, оскільки він вважав, що всі шедеври рок-н-ролу були завершені задовго до того, як учасники гурту досягли такого віку. Тому Сміт почав писати музику без решти учасників гурту. Написаний ним матеріал миттєво набув похмурої, депресивної форми, яку він пояснював «тим, що мені скоро виповниться тридцять». Гурт зібрався вдома у барабанщика Бориса Вілльямса і порівняв свої індивідуальні демозаписи, зроблені кожним учасником, і оцінив їх від 1 до 10, потім гурт зібрався на другу сесію і записав загалом 32 пісні в будинку Вілльямса за допомогою 16-доріжкового магнітофона до кінця літа. 12 з цих 32 пісень увійшли до остаточного альбому.
Коли гурт увійшов до студії Hook End Manor Studios, їхнє ставлення до Толгерста, який дедалі більше зловживав алкоголем, погіршилося, хоча Сміт наполягав, що його невдоволення було викликане зривом перед записом визначального для кар'єри гурту альбому і досягненням 30-річного рубежу. Незадоволений роздутими его, як він вважав, у своїх колег по групі, Сміт увійшов у те, що він вважав «одним з моїх режимів мовчання», вирішивши: «Я буду як монах і не буду ні з ким розмовляти. Озираючись назад, це було трохи претензійно, але насправді я хотів, щоб середовище було трохи неприємним». Він прагнув відмовитися від настрою, присутнього на Kiss Me, Kiss Me, Kiss Me і попсинглах, які вони випустили, і скоріше відтворити атмосферу четвертого альбому гурту Pornography (1982). Незважаючи на серйозну тематику альбому, О'Доннелл коментував у 2009 році, що атмосфера в студії під час сесій все одно була веселою: «Я дуже чітко пам'ятаю, як ми сміялися, жартували і дуріли в контрольній кімнаті, поки Роберт співав 'Disintegration', а потім всі ми намагалися бути серйозними, коли він приходив, щоб прослухати запис. […] У студії ніколи не було серйозної атмосфери, і коли ви думаєте про альбом і про те, наскільки він темний, я впевнений, люди думають, що ми сиділи і різали собі вени зі свічками і ланцюгами, що звисали зі стін».
Хоча Толгерст долучився до створення пісні «Homesick» (за словами О'Доннелла), його музичний внесок в альбом був незначним, оскільки зловживання алкоголем зробило його в певній мірі нездатним грати. Зрештою, інші учасники гурту погрожували піти, якщо Толгерста не буде звільнено до закінчення сесії звукозапису. Коли Толгерст прийшов на зведення альбому, а потім надмірно напився, почалася криклива перепалка, і він покинув будівлю розлюченим; через три тижні Сміт вирішив припинити своє перебування в гурті перед майбутніми гастролями колективу. Саме в цей період О'Доннелл попросив Сміта стати повноцінним учасником гурту, а не просто гастролером. Незважаючи на вигнання Толгерста з гурту, Сміт сказав NME у квітні 1989 року: «Він, мабуть, повернеться до Різдва. Він одружується, можливо, це його повернення». Толгерст ненадовго возз'єднався з гуртом у 2011 році під час туру Reflection.

## Музика
Disintegration став тематичним поверненням Сміта до темної і похмурої естетики, яку The Cure досліджували на початку 1980-х років. Сміт навмисно прагнув записати депресивний альбом, оскільки він був відображенням відчаю, який він відчував у той час. Звучання альбому шокувало американський лейбл гурту Elektra Records; лейбл попросив Сміта перенести дату релізу на декілька місяців назад. Сміт згадував: «Вони думали, що я був 'навмисно незрозумілим', що було фактичною цитатою з листа [отриманого Смітом від Elektra]. З тих пір я зрозумів, що звукозаписні компанії не мають жодного уявлення про те, чим займається The Cure і що означає The Cure». Незважаючи на чутки про те, що Сміт був одним з єдиних авторів альбому, він підтвердив, що більше половини з десятка треків на Disintegration мали значний музичний внесок від інших учасників гурту.
Disintegration характеризується значним використанням синтезаторів і клавішних, повільними, «дроновими» гітарними партіями та інтроспективним вокалом Сміта. «Plainsong», перша пісня альбому, за словами біографа Джеффа Аптера, «ідеально створила настрій для Disintegration», «повільно розгортаючись у зливі синтезаторів і гітар, перш ніж Сміт підійшов до мікрофона, вимовляючи уривки тексту ('I'm so cold') так, ніби він читав з чогось такого ж священного, як Сувій Мертвого моря»." Сміт вважав, що ця пісня стала ідеальним відкриттям альбому, описуючи її як «дуже пишну, дуже оркестрову». Третій трек альбому, «Closedown», містить шари клавішної текстури, доповнені повільною, похмурою гітарною лінією. Трек був написаний Смітом як засіб перерахувати свої фізичні та художні недоліки. Незважаючи на похмурий настрій, присутній у всьому Disintegration, «Lovesong» був оптимістичним треком, який став хітом у Сполучених Штатах. Нед Реггетт з AllMusic відзначив його відмінність від інших пісень: «ритм-секція Саймона Геллапа/Бориса Вілльямса створює щільний, справний танцювальний грув, в той час як Сміт і Порл Томпсон додають додаткові гітарні наповнення і філігранність, що додає пісні додаткової родзинки. Сам Сміт виконує текст м'яко, з ніжною пристрастю».
На значній частині альбому використані багато гітарних ефектів. «Prayers for Rain», депресивний трек (Реггетт зазначив: «фраза 'дике заціпеніння', мабуть, не може бути краще застосована ніде, ніж до цієї пісні») Томпсон і Сміт «використовують у своїй роботі надпотужні фленджери, затримки, стрічки, що прокручуються назад, і багато іншого, щоб створити повільну, похмуру повзучість треку». Інші, як і заголовний трек, вирізняються «владними лініями соло-гітари Сміта, [які] зростають до епічних висот і в той же час ховаються в міксі, ніби намагаючись вирватися з-за ритмічного штурму». Клавішні Роджера О'Доннелла додають додаткового відтінку і мелодійності, а спів Сміта навмисно подається у поєднанні різкої чіткості і низької покірності, часом ще більше спотвореної додатковими вокальними обробками".
Хоча альбом в основному складається з похмурих треків, «Lovesong», «Pictures of You» і «Lullaby» були однаково популярні завдяки своїй доступності. Сміт хотів створити баланс на альбомі, включивши пісні, які б виступали в якості рівноваги з неприємними піснями. Сміт написав «Lovesong» як весільний подарунок для Мері Пул. Текст пісні мали помітно інший настрій, ніж решта запису, але Сміт відчув, що це невід'ємна складова альбому: «Це відкритий прояв емоцій. Це не спроба бути розумним. Мені знадобилося десять років, щоб досягти того моменту, коли я відчуваю себе комфортно, співаючи дуже просту пісню про кохання». Текст став помітним зрушенням у його здатності виявляти почуття. У минулому Сміт вважав за необхідне маскувати або приховувати такі висловлювання. Він зазначив, що без «Lovesong» Disintegration був би кардинально іншим: «Ця пісня, я думаю, змушує багатьох людей замислитися двічі. Якби цієї пісні не було на альбомі, було б дуже легко відкинути альбом як такий, що має певний настрій. Але додавання цієї пісні трохи засмучує людей, тому що вони думають: 'Це не вписується'». «Pictures of You», хоча і була оптимістичною, містила пронизливі тексти («Screamed at the make-believe/Screamed at the sky/You finally found all your courage to let it all go») з «двоакордовим каскадом синтезаторних плит, переплетенням гітарних і басових партій, пристрасним співом і романтичною лірикою». «Lullaby» складається з того, що Аптер називає «гострими ударами» ритмічних гітарних акордів з шепотом слів Сміта. Ідея пісні прийшла до Роберта після того, як він згадав колискові, які співав йому батько, коли він не міг заснути: «[Мій батько] завжди вигадував їх. Завжди був жахливий кінець. Щось на кшталт: 'Спи, гарненька крихітко, а то ніколи не прокинешся.'».

## Реліз
Disintegration був випущений 2 травня 1989 року і посів третє місце в UK Albums Chart, що стало найвищою позицією гурту на той момент. У Великій Британії головний сингл «Lullaby» став найпопулярнішим хітом гурту на батьківщині, досягнувши п'ятого місця. У США, завдяки появі у фільмі Lost Angels, американський лейбл гурту Elektra Records випустив першим синглом пісню «Fascination Street». Міжнародний сингл «Lullaby» і «Lovesong», став найпопулярнішим хітом The Cure у США, досягнувши другого місця в хіт-параді Billboard Hot 100. Успіх Disintegration був таким, що фінальний сингл «Pictures of You» у березні 1990 року досяг 24 місця у британських чартах, незважаючи на те, що альбом вийшов роком раніше. Disintegration був сертифікований срібним (60 000 копій) у Великій Британії, а до 1992 року було продано понад три мільйони копій по всьому світу.

## Відгуки критиків
У сучасній рецензії для Rolling Stone музичний критик Майкл Азеррад дав альбому три з половиною зірки з п'яти можливих і вважає, що «хоча Disintegration не відкриває нових шляхів для гурту, він успішно вдосконалює те, що The Cure роблять найкраще». Він підсумував: «Незважаючи на назву, Disintegration чудово тримається разом, створюючи і підтримуючи настрій повністю самозаглибленої похмурості. Якщо, як натякнув Сміт, The Cure ось-ось розпадеться, то це гідний підсумок». Рецензент Melody Maker Кріс Робертс відкинув твердження про те, що Disintegration не був нещасним альбомом, і, відзначивши тональність альбому і відсутність мелодійності («Вам пощастить, якщо ви знайдете тут мелодію».), прокоментував, що «The Cure майже непомітно перестали робити попзаписи». Робертс охарактеризував альбом як «складний і клаустрофобний, часто гострий, часто нудний. Це майже дивно». NME похвалив Disintegration за мелодії: «Від першого треку 'Plainsong', повільної розповіді, що коливається, паралізуючи слухача сексуальною отрутою, до останньої 'Untitled', лірична агонія нерішучості Сміта не залишає докорів сумління». Рецензент Барбара Еллен відзначила широкий діапазон емоцій в ліриці Сміта, «від глибокого, люблячого рожевого до потворного, жорстокого бордового і майже назад». Хоча вона визнала два додаткових треки зайвими, Еллен оцінила Disintegration як «запаморочливий і приголомшливо завершений альбом». Журнал Q дав альбому три зірки з п'яти, в основному порівнюючи його з роботами Joy Division. Мет Сноу зауважив: «The Cure добре вивчили мистецтво трагічної басової лінії, нерішучого і меланхолійного гітарного лизання, похоронного забарвлення клавішних». Він підсумував: «Disintegration, таким чином, добре зроблений […], тільки не кажіть мені, що він оригінальний». Роберт Крістгау з The Village Voice поставив альбому оцінку «C+» і вважав, що Сміт намагається заспокоїти більшу аудиторію, розширюючи «готичні кліше» і «перекачуючи свою недобросовісність і погані стосунки у депресивні гімни з гучною грою на клавішних, які набагато нудніші, ніж його нескінченні вампи».
У ретроспективній рецензії для AllMusic Стівен Томас Ерлвайн дав Disintegration чотири з половиною зірки з п'яти можливих і похвалив гурт, сказавши: «Похмурі звукові пейзажі The Cure рідко коли звучали так привабливо, а пісні — від пульсуючої, зловісної 'Fascination Street' до моторошної, пов'язаної зі струнами 'Lullaby' — рідко коли були настільки добре побудовані і запам'ятовувалися». Ерлвайн також похвалив Disintegration за «похмуро-спокусливий» і «гіпнотичний, заворожуючий запис». Pitchfork високо оцінив альбом, визнавши, що «Disintegration, безперечно, є magnum opus Роберта Сміта». Кріс Отт зазначив, що «небагато альбомів, випущених у 1980-х роках, можуть похвалитися таким грандіозним першим треком, як „Plainsong“, найбільш захоплюючим, мерехтливим гімном, який гурт коли-небудь записував».
Disintegration був включений до численних списків «best of». У 2000 році він посів 94 місце у списку Коліна Ларкіна All Time Top 1000 Albums. Rolling Stone помістив альбом на 326 місце у списку «500 найкращих альбомів усіх часів» 2003 року, зберігши цю позицію в оновленому списку 2012 року, а в оновленому списку 2020 року підняв його на 116 місце. Німецький аналог журналу розмістив Disintegration на 184 місці у тому ж списку. Альбом був визнаний найкращим альбомом 1989 року за версією Melody Maker, 17-м у списку «40 найкращих альбомів 80-х» журналу 'Q, та 38-м у списку «Найкращі альбоми 80-х» журналу Pitchfork. Альбом посів 14-те місце у списку «Нова класика: 100 найкращих альбомів з 1983 по 2008 рік» видання Entertainment Weekly. 2012 року журнал Slant Magazine поставив альбом на 15 місце у списку «Найкращих альбомів 1980-х». 2001 року у статті в Rolling Stone читачі обрали Disintegration номером 9 у списку «10 найкращих альбомів 80-х». Альбом також увійшов до книги 1001 альбом, які ви повинні почути, перш ніж померти. Журнал Paste поставив альбом на десяте місце у своєму списку «50 найкращих альбомів нової хвилі».
В епізоді Південного парку «Меха-Стрейзанд» Кайл Брофловскі назвав його «найкращим альбомом в історії»; творці шоу, Трей Паркер і Метт Стоун, є фанатами The Cure, і попросили Сміта озвучити себе в цьому епізоді. Альбом відіграє певну роль у кульмінації фільму Marvel 2015 року Людина-мураха, оскільки «Plainsong» звучить, коли Siri на iPhone неправильно чує, як лиходій, Даррен Кросс у виконанні Корі Столла, каже: «Я збираюся дезінтегрувати тебе»; режисер Пейтон Рід сказав, що «це настільки епічна пісня, що вона перевершила жарт», і що Disintegration став другим альбомом, який він коли-небудь купував.

## Тур Prayer та подальша діяльність

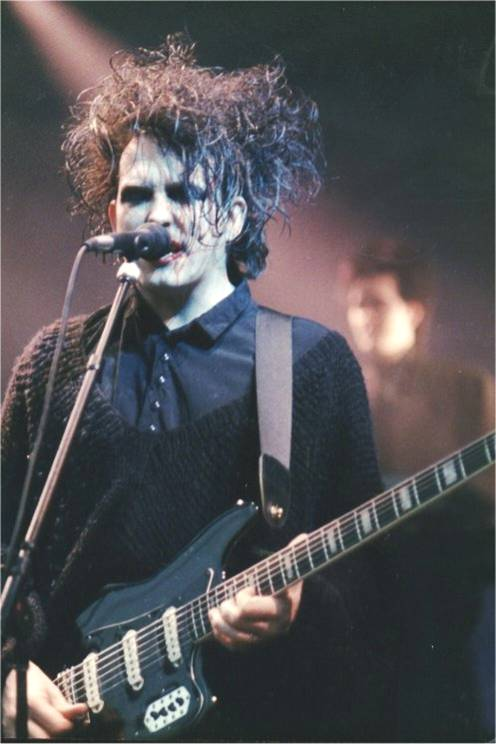
Роберт Сміт з The Cure під час туру Prayer 1989 року

Після завершення роботи над Disintegration Сміт зазначив, що «незважаючи на всі мої зусилля, The Cure насправді стали тим, чим я не хотів, щоб ми стали: стадіонним рок-гуртом». Крім того, Сміт стверджував, що назва альбому була найбільш підходящою, яку він міг придумати: «Більшість стосунків з групою за межами гурту розпалися. Назвати його Disintegration було свого роду спокусою долі, і доля помстилася. Сімейна ідея гурту також розвалилася після Disintegration. Це був кінець золотого періоду».
Тур Prayer розпочався в Європі незабаром після виходу альбому. Гурт відіграв численні гучні концерти, включаючи шоу перед більш ніж 40 000 шанувальників протягом двох ночей у Парижі та свої перші виступи у Східній Європі. Після європейського туру гурт вирішив відправитися до Північної Америки, щоб вирушити до США на кораблі, а не на літаку. Сміт і Геллап поділяли страх перед польотами і, зрештою, нарікали на майбутні дати, бажаючи скоротити кількість запланованих концертів. Лейбл і промоутери туру були категорично проти, і навіть запропонували додати до маршруту кілька нових шоу через успіх Disintegration у США. Перший концерт у Сполучених Штатах відбувся на стадіоні Джаєнтс у Нью-Джерсі, який відвідало 44 000 глядачів; 30 000 квитків було розкуплено лише за перший день. Спеціальними гостями на найбільших концертах цього туру були Pixies і Love and Rockets, на додаток до гурту Shelleyan Orphan, який був присутня на всіх концертах. The Cure були вкрай незадоволені масовою явкою; за словами О'Доннелла: «Ми були в морі протягом п'яти днів. Стадіон був занадто великим для нас, щоб вмістити всіх бажаючих. Ми вирішили, що нам не подобається грати на таких великих стадіонах». Сміт згадує, що «ми ніколи не мали наміру ставати такими великими».
Концерт гурту на лос-анджелеському стадіоні Доджер зібрав близько 50 000 глядачів і приніс понад 1,5 мільйона доларів США (еквівалент 3,69 мільйона доларів США у 2023 році). Помітно більша популярність гурту в Сполучених Штатах — практично всі квитки на концерти були розпродані — призвела до нервового зриву Сміта і поставила під загрозу майбутнє гурту: «Це досягло стадії, коли я особисто не можу з цим впоратися, — сказав він, — тому я вирішив, що це останній раз, коли ми їдемо в тур». За лаштунками тривала ворожнеча між учасниками гурту через розбрат, спричинений Смітом. Він згадував, що під кінець туру «я рвав на собі волосся … Це був просто важкий тур». Вживання кокаїну було поширеним, і це лише віддалило Сміта від його колег по гурту[59].
Повернувшись до Великої Британії на початку жовтня, Сміт більше не хотів мати нічого спільного із записом, просуванням та гастролями на підтримку альбому. У 1990 році кліп «Lullaby» отримав нагороду Brit Awards як найкраще музичне відео 1989 року. The Cure також випустили концертний альбом під назвою Entreat (1991), до якого увійшли пісні з Disintegration, записані під час виступу на Уемблі Арені, і, незважаючи на заяви про те, що The Cure більше ніколи не будуть гастролювати, Сміт прийняв запрошення стати хедлайнером фестивалю Ґластонбері. О'Доннелл, після двох років у гурті, пішов, щоб зайнятися сольною кар'єрою, і був замінений гітарним техніком Перрі Бемоунт. Сміт, який перебував під впливом руху ейсід-хауз, що вибухнув у Лондоні того літа, випустив альбом переважно електронних реміксів, Mixed Up, у 1990 році.

## Трек-лист
Всі тексти написані Робертом Смітом; вся музика написана Смітом, Саймоном Геллапом, Роджером О'Доннеллом, Порлом Томпсоном, Борисом Вілльямсом та (офіційно, в титрах) Лолом Толгерстом.
| #   | Назва                        | Тривалість |
| --- | ---------------------------- | ---------- |
| 1.  | «Plainsong»                  | 5:12       |
| 2.  | «Pictures of You»            | 7:24       |
| 3.  | «Closedown»                  | 4:16       |
| 4.  | «Lovesong»                   | 3:29       |
| 5.  | «Last Dance»                 | 4:42       |
| 6.  | «Lullaby»                    | 4:08       |
| 7.  | «Fascination Street»         | 5:16       |
| 8.  | «Prayers for Rain»           | 6:05       |
| 9.  | «The Same Deep Water as You» | 9:19       |
| 10. | «Disintegration»             | 8:18       |
| 11. | «Homesick»                   | 7:06       |
| 12. | «Untitled»                   | 6:30       |

- На американських CD і касетних копіях Disintegration на лейблі Elektra пісні «Last Dance» і «Homesick» були включені як бонус-треки, оскільки їх не було на оригінальному вініловому виданні альбому в жодній країні. Вінілові перевидання альбому, починаючи з 2010 року, були розширені до подвійних LP і включали ці треки.

### Другий диск делюкс-видання 2010 року:Rarities 1988—1989
1. «Prayers for Rain» — Robert Smith home demo (Instrumental) — 4/88
2. «Pictures of You» — Robert Smith home demo (Instrumental) — 4/88
3. «Fascination Street» — Robert Smith home demo (Instrumental) — 4/88
4. «Homesick» — Band rehearsal (Instrumental) — 6/88
5. «Fear of Ghosts» — Band rehearsal (Instrumental) — 6/88
6. «Noheart» — Band rehearsal (Instrumental) — 6/88
7. «Esten» — Band demo (Instrumental) — 9/88
8. «Closedown» — Band demo (Instrumental) — 9/88
9. «Lovesong» — Band demo (Instrumental) — 9/88
10. «2 Late» (alternate version) — Band demo (Instrumental) — 9/88
11. «The Same Deep Water as You» — Band demo (Instrumental) — 9/88
12. «Disintegration» — Band demo (Instrumental) — 9/88
13. «Untitled» (alternate version) — Studio rough (Instrumental) — 11/88
14. «Babble» (alternate version) — Studio rough (Instrumental) — 11/88
15. «Plainsong» — Studio rough (Guide vocal) — 11/88
16. «Last Dance» — Studio rough (Guide vocal) — 11/88
17. «Lullaby» — Studio rough (Guide vocal) — 11/88
18. «Out of Mind» — Studio rough (Guide vocal) — 11/88
19. «Delirious Night» — Rough mix (vocal) — 12/88
20. «Pirate Ships» (Robert Smith solo) — Rough mix (vocal) — 12/89

### Третій диск:EntreatPlus: Live at Wembley 1989
1. «Plainsong»
2. «Pictures of You»
3. «Closedown»
4. «Lovesong»
5. «Last Dance»
6. «Lullaby»
7. «Fascination Street»
8. «Prayers for Rain»
9. «The Same Deep Water as You»
10. «Disintegration»
11. «Homesick»
12. «Untitled»

### Тільки онлайн:Alternative Rarities: 1988—1989
1. «Closedown» (RS Home Instrumental Demo 5/88) — 1:24
2. «Last Dance» (RS Home Instrumental Demo 5/88) — 3:11
3. «Lullaby» (RS Home Instrumental Demo 5/88) — 2:10
4. «Tuned Out on RTV5» (Instrumental Rehearsal 6/88) — 2:20
5. «Fuknnotfunk» (Instrumental Rehearsal 6/88) — 2:08
6. «Babble» (Instrumental Rehearsal 6/88) — 2:08
7. «Plainsong» (Instrumental Demo 9/88) — 2:24
8. «Pictures of You» (Instrumental Demo 9/88) — 3:11
9. «Fear of Ghosts» (Instrumental Demo 9/88) — 4:04
10. «Fascination Street» (Instrumental Demo 9/88) — 3:45
11. «Homesick» (Instrumental Demo 9/88) — 4:37
12. «Delirious Night» (Instrumental Demo 9/88) — 3:26
13. «Out of Mind» (Studio Instrumental Jam 10/88) — 2:40
14. «2 Late» (Studio 'WIP' Mix 11/88) — 2:30
15. «Lovesong» (Studio 'WIP' Mix 11/88) — 3:19
16. «Prayers for Rain» (Studio 'WIP' Mix 11/88) — # «The Same Deep Water as You» (Live Dallas Starplex 9/15/89) — 10:28
17. «Disintegration» (Live Dallas Starplex 9/15/89) — 7:08
18. «Untitled» (Live Dallas Starplex 9/15/89) — 7:07
19. «Faith» (Live Rome Palaeur 6/4/89—Crowd Bootleg) — 14:06

Ці записи можна було знайти лише на сайті www.thecuredisintegration.com, який зараз закритий.

## Персоналії
- Роберт Сміт — гітара, вокал, клавішні, 6-струнна бас-гітара
- Саймон Геллап — бас-гітара
- Порл Томпсон — гітара
- Борис Вілльямс — барабани, перкусія
- Роджер О'Доннелл — клавішні
- Лол Толгерст — інші інструменти

Продакшн
- Роберт Сміт — продюсування, звукорежисер
- Девід М. Аллен — продюсування, звукорежисер
- Річард Салліван — звукорежисер
- Рой Спонг — звукорежисер

## Чарти
| Чарт (1989)                                          | Пікова позиція |
| ---------------------------------------------------- | -------------- |
| Австралія Australian Albums (ARIA)                   | 9              |
| Австрія Austrian Albums (Ö3 Austria)                 | 5              |
| Belgian Albums (IFPI)                                | 2              |
| Канада Canada Top Albums/CDs (RPM)                   | 22             |
| Нідерланди Dutch Albums (MegaCharts)                 | 3              |
| European Albums (Music & Media)                      | 4              |
| Finnish Albums (Suomen virallinen lista)             | 16             |
| French Albums (IFOP)                                 | 3              |
| Німеччина German Albums (Offizielle Top 100)         | 2              |
| Irish Albums (IFPI)                                  | 2              |
| Italian Albums (Musica e dischi)                     | 7              |
| Нова Зеландія New Zealand Albums (Recorded Music NZ) | 6              |
| Норвегія Norwegian Albums (VG-lista)                 | 7              |
| Spanish Albums (AFYVE)                               | 4              |
| Швеція Swedish Albums (Sverigetopplistan)            | 10             |
| Швейцарія Swiss Albums (Schweizer Hitparade)         | 4              |
| Велика Британія UK Albums (OCC)                      | 3              |
| США Billboard 200                                    | 12             |

| Чарт (2010)                                  | Пікова позиція |
| -------------------------------------------- | -------------- |
| Бельгія Belgian Albums (Ultratop Flanders)   | 84             |
| Бельгія Belgian Albums (Ultratop Wallonia)   | 41             |
| Франція French Albums (SNEP)                 | 90             |
| Німеччина German Albums (Offizielle Top 100) | 61             |
| Ірландія Irish Albums (IRMA)                 | 78             |
| Італія Italian Albums (FIMI)                 | 47             |
| Mexican Albums (Top 100 Mexico)              | 98             |
| Шотландія Scottish Albums (OCC)              | 76             |
| Велика Британія UK Albums (OCC)              | 68             |
| США Billboard 200                            | 92             |
| США Top Catalog Albums (Billboard)           | 4              |
| США Top Tastemaker Albums (Billboard)        | 10             |

| Чарт (2022)         | Пікова позиція |
| ------------------- | -------------- |
| Greek Albums (IFPI) | 1              |

| Чарт (1989)                        | Позиція |
| ---------------------------------- | ------- |
| Australian Albums (ARIA)           | 69      |
| Austrian Albums (Ö3 Austria)       | 18      |
| Dutch Albums (Album Top 100)       | 59      |
| European Albums (Music & Media)    | 15      |
| German Albums (Offizielle Top 100) | 13      |
| US Billboard 200                   | 35      |

## Сертифікація та продажі
| Регіон | Сертифікація  | Продажі    |
| --- | ------------- | ---------- |
| Франція (SNEP) | 2× Золотий    | 200 000*   |
| Німеччина (BVMI) | Золотий       | 250 000^   |
| Італія (FIMI) | Золотий       | 25 000     |
| Нова Зеландія (RIANZ) | Золотий       | 7500^      |
| Іспанія (PROMUSICAE) | Платиновий    | 100 000^   |
| Швейцарія (IFPI Switzerland) | Золотий       | 25 000^    |
| Велика Британія (BPI) | Золотий       | 100 000^   |
| США (RIAA) | 2× Платиновий | 2 000 000^ |
| Підсумки |               |            |
| Європа | —             | 1,000,000  |
| Весь світ | —             | 4,000,000  |
| *продажі, що базуються лише на сертифікаціях · ^відвантаження, що базуються лише на сертифікаціях · продажі+прослуховування, що базуються лише на сертифікаціях |               |            |